# En handfull kärlek
Pour plus de détails, voir Fiche technique et Distribution.
En handfull kärlek est un film suédois réalisé par Vilgot Sjöman, sorti en 1974.

## Synopsis
En 1909, une jeune femme de basse extraction refuse de se marier comme on l'attend d'elle. Elle devient gouvernante dans une riche demeure et devient la maîtresse du propriétaire.

## Fiche technique
- Titre : En handfull kärlek
- Réalisation : Vilgot Sjöman
- Scénario : Vilgot Sjöman
- Musique : Bengt Ernryd
- Photographie : Jörgen Persson
- Montage : Wic Kjellin
- Production : Bengt Forslund
- Société de production : Sandrews
- Pays :  Suède
- Genre : Drame, romance et historique
- Durée : 142 minutes
- Dates de sortie : 
  -  Suède : 23 février 1974

## Distribution
- Anita Ekström : Hjördis
- Gösta Bredefeldt : Daniel Severin Larsson
- Ingrid Thulin : Inez Crona
- Ernst-Hugo Järegård : Claes Crona
- Sif Ruud : Thekla Renholm
- Per Myrberg : Sebastian Renholm
- Evabritt Strandberg : Therese
- Frej Lindqvist : Fritz Fredrik Crona
- Anders Oscarsson : Henning Christian Crona
- Gunnar Ossiander : le grand-père Crona
- Chris Wahlström : Magdalena
- Bibi Lindqvist : Adele
- Claire Wikholm : Zaida
- Ernst Günther : Finland
- Harald Hamrell : Linus
- Lise-Lotte Nilsson : Hanna
- Rolf Skoglund : Sigfrid
- Bellan Roos : la grand-mère
- Bernt Lundquist : Karl Inge Svensson
- Jan-Erik Lindqvist : Ivan Persson
- Georg Rydeberg : Apelberg

## Distinctions
Le film a été présenté en sélection officielle en compétition lors de la Berlinale 1974,.